# 500-km-Rennen von Dijon 1977

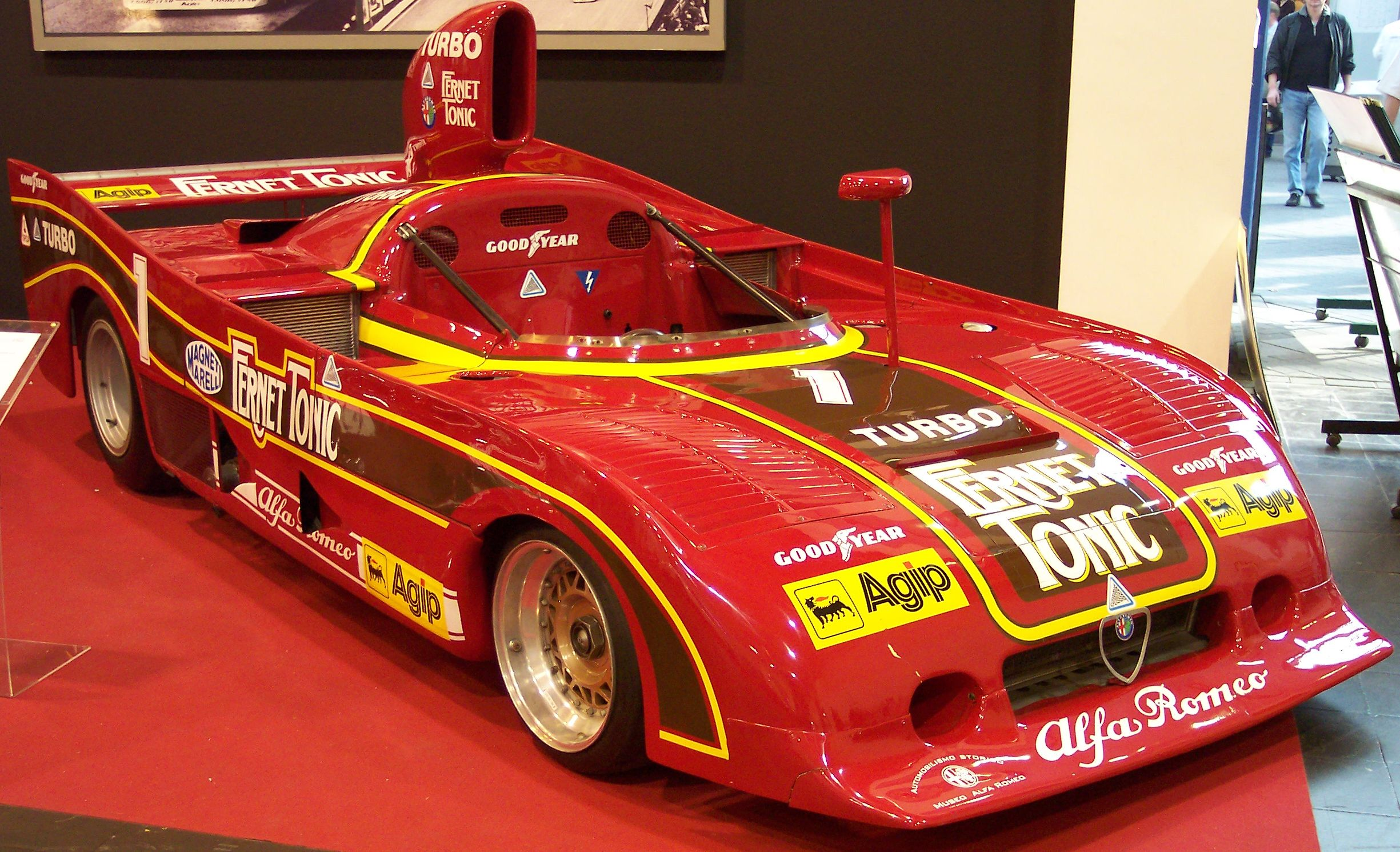
Alfa Romeo T33/SC/12

Das 500-km-Rennen von Dijon 1977, auch 500 kms de I'ACF, Dijon-Prenois, fand am 17. April auf dem Circuit de Dijon-Prenois statt und war der 3. Wertungslauf der Sportwagen-Weltmeisterschaft dieses Jahres.

## Das Rennen
Mit dem 500-km-Rennen von Dijon begann die Saison der Gruppe-6-Wagen innerhalb der Sportwagen-Weltmeisterschaft. Nach nur einem Einsatzjahr verzichtete die Werksmannschaft von Porsche auf den regelmäßigen Einsatz des Porsche 936. Eine Rückkehr in die Serie vollzog Alfa Romeo. Deren Einsatzteam Autodelta brachte die letzte Evolutionsstufe des Alfa Romeo Tipo 33 an den Start. Die Alfa Romeo T33/SC/12 hatten ein kastenförmiges Chassis. Der 3,0-Liter-12-Zylinder-Boxermotors leistete 520 PS. Die Konkurrenz war von Beginn des Rennens an chancenlos. Arturo Merzario und Jean-Pierre Jarier siegten überlegen. Der zweite Wagen, indem neben Vittorio Brambilla der Brabham-Formel-1-Pilot John Watson fuhr, fiel nach einem Motorschaden aus.

## Ergebnisse

### Schlussklassement
| 1               | S 3.0 | 1  | Autodelta SpA                | Arturo Merzario Jean-Pierre Jarier             | Alfa Romeo T33/SC/12 | 132 |
| 2               | S 2.0 | 29 | Ateneo                       | Eugenio Renna Giuseppe Virgilio                | Osella PA5           | 125 |
| 3               | S 2.0 | 24 | Dorset Racing Associates     | Alain de Cadenet Ernst Berg                    | Lola T294S           | 123 |
| 4               | S 2.0 | 23 | Torino Corse                 | Ermanno Pettiti Giovanni Bormida               | Osella PA5           | 122 |
| 5               | S 2.0 | 34 | Cheetah Automobiles          | Mario Luini Sandro Plastina Jean-Pierre Pochon | Cheetah G601         | 116 |
| Nicht klassiert |       |    |                              |                                                |                      |     |
| 6               | S 2.0 | 30 | Jean-Marie Lemerle           | Jean-Marie Lemerle Alain Levié                 | Lola T294            | 84  |
| Ausgefallen     |       |    |                              |                                                |                      |     |
| 7               | S 2.0 | 21 | Racing Organisation Course   | Michel Pignard Jean-Louis Bos Fred Stalder     | Chevron B36          | 119 |
| 8               | S 2.0 | 35 | Formel Rennsport Club Zürich | Herbert Müller Rodolfo Cescato                 | Chevron B21/23       | 115 |
| 9               | S 3.0 | 7  | Joest Racing                 | Reinhold Joest Claude Haldi                    | Porsche 908/3 Turbo  | 94  |
| 10              | S 3.0 | 6  | Jörg Obermoser               | Rolf Stommelen Hans Heyer                      | TOJ SC302            | 93  |
| 11              | S 2.0 | 22 | Enzo Osella                  | Giorgio Francia Dieter Quester                 | Osella PA5           | 92  |
| 12              | S 3.0 | 2  | Autodelta SpA                | Vittorio Brambilla John Watson                 | Alfa Romeo T33/SC/12 | 87  |
| 13              | S 3.0 | 8  | Joest Racing                 | Brett Lunger Skeeter McKitterick               | Porsche 908/3        | 50  |
| 14              | S 2.0 | 31 | Daniel Brillat               | Daniel Brillat Eric Vuagnat                    | Cheetah G601         | 16  |
| 15              | S 2.0 | 33 | Bracey Charnell              | Tony Charnell Ian Bracey                       | Chevron B31          | 14  |
| 16              | S 2.0 | 26 | Lester Ray                   | Richard Jenvey Boy Hayje                       | Vogue SP2            | 6   |
| 17              | S 2.0 | 28 | Francy Racing                | Eugen Strähl Peter Bernhard                    | Sauber C5            | 5   |
| 18              | S 2.0 | 20 | Racing Organisation Course   | Jean-Louis Lafosse Jean-Pierre Jaussaud        | Chevron B36          | 1   |
| Nicht gestartet |       |    |                              |                                                |                      |     |
| 19              | S 2.0 | 27 | Dorset Racing Associates     | Guy Edwards Ian Harrower Chris Craft           | Lola T294S           | 1   |
| 20              | S 2.0 | 32 | Rémy Julienne                | Jean-Claude Justice Rémy Julienne              | Lola T294            | 2   |
| 21              | S 3.0 | 2T | Autodelta SpA                | Jean-Pierre Jarier                             | Alfa Romeo T33/SC/12 | 3   |

1 Motorschaden im Training
2 Unfall im Training
3 Trainingswagen

### Nur in der Meldeliste
Hier finden sich Teams, Fahrer und Fahrzeuge, die ursprünglich für das Rennen gemeldet waren, aber nicht daran teilnahmen.
| Pos. | Klasse | Nr. | Team             | Fahrer                             | Chassis         |
| ---- | ------ | --- | ---------------- | ---------------------------------- | --------------- |
| 22   | S 3.0  | 3   | Marco Capoferri  | Mario Casoni Marco Capoferri       | Lola T286       |
| 23   | S 3.0  | 9   | Deutsch Brothers | Otto Stuppacher Hans-Peter Plöderl | Deutsch Special |
| 24   | S 2.0  | 36  | Dieter Schulz    | Dieter Schulz                      | Lola T390       |

### Klassensieger
| Klasse | Fahrer          | Fahrer             | Fahrzeug             | Platzierung im Gesamtklassement |
| ------ | --------------- | ------------------ | -------------------- | ------------------------------- |
| S 3.0  | Arturo Merzario | Jean-Pierre Jarier | Alfa Romeo T33/SC/12 | Gesamtsieg                      |
| S 2.0  | Eugenio Renna   | Giuseppe Virgilio  | Osella PA5           | Rang 2                          |

### Renndaten
- Gemeldet: 24
- Gestartet: 18
- Gewertet: 5
- Rennklassen: 2
- Zuschauer: unbekannt
- Wetter am Renntag: warm und trocken
- Streckenlänge: 3,800 km
- Fahrzeit des Siegerteams: 3:02:18,400 Stunden
- Gesamtrunden des Siegerteams: 132
- Gesamtdistanz des Siegerteams: 501,600 km
- Siegerschnitt: 165,084 km/h
- Pole Position: Vittorio Brambilla – Alfa Romeo T33/SC/12 (#2) – 1:16,210 = 179,339 km/h
- Schnellste Rennrunde: Arturo Merzario – Alfa Romeo T33/SC/12 (#1) – 1:17,400 = 176,744 km/h
- Rennserie: 3. Lauf zur Sportwagen-Weltmeisterschaft 1977